# Mimetizzazione perfetta
(MacMillan introduce Mimetizzazione perfetta)
Mimetizzazione perfetta (in inglese: All Ghillied Up) è un livello del videogioco sparatutto in prima persona Call of Duty 4: Modern Warfare, pubblicato nel 2007. Si svolge a Pripyat, in Ucraina, ed è stato progettato da Mohammad Alavi. Il livello è noto per la sua forte deriva stealth, non presente nel resto del videogioco che è invece fortemente improntato all'azione, e per le scelte d'approccio che offre al giocatore. Durante lo sviluppo, una variante comportamentale dell'intelligenza artificiale dei nemici è stata segretamente aggiunta nel livello a causa della sua insolita complessità rispetto agli altri.
Mimetizzazione perfetta è considerato dalla critica videoludica come uno dei migliori livelli nella storia dei videogiochi. Il livello è incluso anche nella versione rimasterizzata del gioco, Call of Duty: Modern Warfare Remastered. Il nome originale in inglese, All Ghillied Up,  fa riferimento alle note ghillie suits indossate dai personaggi nella missione.

## Trama
Mimetizzazione perfetta viene introdotto e vissuto come un flashback. Ambientato nel 1996, quindici anni prima degli eventi principali del gioco, il giocatore assume il controllo del capitano Price, allora solo tenente.
Price, membro del 22º reggimento dello Special Air Service, deve infiltrarsi nella steppa irradiata di Prip"jat', in Ucraina, con il suo compagno di squadra, il capitano MacMillan. Prip"jat' è una città vicino a Černobyl' che fu abbandonata dopo il disastro nucleare del 1986. MacMillan e Price stanno eseguendo una black operation per assassinare un pericoloso mercenario ultranazionalista russo, Imran Zakhaev, che traffica materiale fissile di Černobyl', rivendendolo come materia prima per armi nucleari.
La missione termina con MacMillan e Price che si stabiliscono nel noto Hotel Polissja abbandonato per montare l'attrezzatura e prepararsi all'esecuzione del loro bersaglio. La missione successiva, "Sicario infallibile" (in inglese: "One Shot, One Kill"), si conclude con il fallimento della missione, una ritirata in fretta e furia e un violento scontro a fuoco finale prima dell'estrazione di fronte alla ruota panoramica del noto parco divertimenti di Prip"jat'.

## Modalità di gioco
Mimetizzazione perfetta è il tredicesimo livello della campagna per giocatore singolo di Call of Duty 4: Modern Warfare. Ambientato a Pripyat, in Ucraina, il personaggio giocante si muove furtivamente attraverso un campo, alcuni edifici in legno e una chiesa abbandonata mentre uccide i nemici con l'assistenza del capitano MacMillan. Il giocatore procede in un altro campo dove incontra un plotone con carri armati che avanzano nella sua direzione. Si nasconde dai nemici nel fogliame usando la ghillie suit e restando basso. Procede con MacMillan verso un'area densa di carri armati, elicotteri e containers abbandonati, mentre si occupa dei nemici. Lui e McMillan incontrano un altro plotone in un'area di raduno con elicotteri e veicoli militari. Furtivamente, strisciano sotto i veicoli, senza essere visti. Poco dopo, attraversano vari edifici storici della città di Pripyat, incontrando un branco di cani selvatici e infine si stabiliscono nel noto Hotel Polissja abbandonato per montare l'attrezzatura e prepararsi all'esecuzione del loro bersaglio.
Durante tutto il livello al giocatore vengono concesse numerose modalità di approccio, a cui MacMillan reagisce di conseguenza. Un esempio è nella zona vicino all'inizio del livello: una volta che il giocatore passa oltre alla chiesa abbandonata, MacMillan lo avvisa di un elicottero nemico Mil Mi-24 che sorvola l'area, dicendogli di abbassarsi rapidamente per non essere visto. Tuttavia, il giocatore può scegliere di provare ad abbattere l'elicottero usando un FIM-92 Stinger trovato nella chiesa e MacMillan commenta l'azione alludendo ad una coraggiosa bravata. In altri casi, infatti, MacMillan risponde al comportamento del giocatore, criticandolo quando compromette la loro copertura e correggendolo quando mira al bersaglio sbagliato.

## Sviluppo
Mimetizzazione perfetta è stato progettato da Mohammad Alavi, che ha anche progettato "Equipaggio sacrificabile" (in inglese: "Crew Expendable"), un altro livello in Modern Warfare, e "Niente russo" (in inglese: "No Russian"), un celebre livello controverso nel sequel, Call of Duty: Modern Warfare 2. Il livello è stato pensato per ruotare attorno alle basi della modalità di gioco di Half-Life e Metal Gear Solid.
Nel livello, i personaggi non giocanti (PNG) nemici reagiscono in modo diverso al giocatore in base alla distanza e all'angolo di visuale, piuttosto che a un semplice trigger di prossimità. Come conseguenza di ciò, se il giocatore è sdraiato e mimetizzato nell'erba può non allertare un nemico, seppure molto vicino. Questa variante comportamentale dell'intelligenza artificiale dei nemici è stata aggiunta in segreto appositamente, e solo, per questo livello da Alavi stesso, a causa di disguidi nell'esporre le sue complessità al capo programmatore dell'intelligenza artificiale, che era già molto occupato con altro lavoro. Alavi ha definito il codice sorgente da lui modificato come «spazzatura», ma ha affermato che «ha fatto esattamente quello che voleva che facesse» e che «non lo ha costretto a scendere a compromessi con la resa della modalità di gioco».
Alavi ha impiegato tre mesi e oltre 10 000 righe di codice per creare il primo minuto di gioco del livello. Il progettista principale del gioco, Steve Fukuda, ha testato il primo minuto, giocandolo in dieci modi diversi e divertendosi ogni volta, convincendo Alavi di essere riuscito nel suo compito. Questa variante comportamentale modificata è stata in seguito utilizzata come base per l'intelligenza artificiale in Modern Warfare 2.

## Accoglienza ed eredità
Xbox Magazine Ufficiale ha valutato Mimetizzazione perfetta e lo ha definito come il miglior livello nel gioco e uno dei migliori livelli stealth nella storia dei videogiochi. Ha elogiato la sezione, ad alta tensione, in cui il giocatore si nasconde dai nemici nel fogliame usando la ghillie suit e restando basso, mentre un plotone di mercenari avanza, carri armati compresi.
Kotaku ha definito Mimetizzazione perfetta come uno dei migliori livelli nella storia dei videogiochi, citando la grande libertà d'approccio alla missione. Confrontandolo con i livelli precedenti del gioco, Kotaku ha inoltre fatto notare come il capitano MacMillan può essere ascoltato per superare il livello con successo, ma che il giocatore può anche vincere disobbedendo ai suoi ordini e l'ufficiale tenderà comunque a stabilire una complicità, seppure criticandolo, piuttosto che annoiarlo con pesanti rimproveri. PC Gamer ha dichiarato che Mimetizzazione perfetta è stato uno dei livelli migliori di Modern Warfare e che ha mostrato «le vere potenzialità di uno sparatutto in prima persona basato su una trama». Lo ha inoltre confrontato con DayZ, per via dei suoi scenari altrettanto visivamente drammatici ed evocativi.
IGN ha definito il livello come una delle migliori missioni stealth nella storia videoludica, e lo ha inserito nei migliori momenti della storia del medium. Digital Trends lo ha descritto come uno dei migliori livelli nella storia degli sparatutto in prima persona. Ars Technica ha paragonato l'atmosfera e la tensione presente nel livello a quella vista nella nota serie post-apocalittica Fallout. Game Revolution l'ha definita una delle missioni più iconiche del gioco, osservando inoltre che le ghillie suits indossate nella missione sono state molto apprezzate dal fandom.
In un sondaggio del 2019 ai lettori di LADbible, Mimetizzazione perfetta è stato votato come il migliore livello/missione della serie Call of Duty con il 67% (6.180) dei voti, superando i noti livelli "Vendetta "di Call of Duty: World at War e "Vorkuta" di Call of Duty: Black Ops.
Mimetizzazione perfetta è stato citato nel film Hardcore!, del 2015, il cui regista lo ha definito «uno dei migliori livelli di tutti i tempi». In Call of Duty: Modern Warfare, un reboot della serie Modern Warfare pubblicato nel 2019, i giocatori possono sbloccare il "Pacchetto Operator – Mimetizzazione perfetta" che consente ai giocatori di indossare una ghillie suit ed impugnare un fucile di precisione a otturatore girevole-scorrevole, simile a quello visto nella missione.